# Миза Лайтсе
Миза (замок) Лайтсе (ест. Laitse mõis, нім. Laitz). Лайтсе було відокремлено як самостійну садибу від мизи Руйла в 1637 р. Вольдемар фон Юкскюлль, який придбав мизу в 1883 р., наказав спорудити двоповерховий панський будинок в неоготичному стилі. Роботи було завершено в 1892 р. Нештукатурений розчленований будинок, споруджений з вазалемського вапняку (мармуру), має багато елементів тюдорського стилю. На задній стороні будинку є відкрита аркада, а в правій частині – дві башти: одна – чотирикутна, а друга – восьмикутна.
У панському будинку, експропрійованому у Ульриха фон Бремена в 1919 р., була колонія для малолітніх, а також конторське приміщення і квартири співробітників радіостанції, розташованої поблизу. З 1996 р. миза перебуває у приватному володінні і в ній відкрито шиночок «Laitse Lossi Pudi» (Шиночок замку Лайтсе).